# Central eléctrica de concentración solar Mildura
La Central Eléctrica de Concentración Solar Mildura (nombre oficial: Mildura Solar Concentrator Power Station) era un sistema propuesto de energía solar fotovoltaica de concentración de 100 megawatts (130,000 hp) que sería construido en Carwarp, cerca de Mildura, Victoria, Australia. Fue propuesto por Solar Systems en 2006, la cual fue adquirida por Silex Systems en 2010. Una planta de demostración de 1.5 MW fue completada en abril del 2013. Se esperaba que la construcción de una instalación más grande comenzara en 2014 y ser completada en 2017. Sin embargo, la planta propuesta fue abandonada en agosto de 2014 debido a cierto número de factores, que incluyeron precios de la electricidad al por mayor, una falta de compromiso para energías limpias por el gobierno australiano y la incertidumbre que rodeaba al Renewable Energy Target (RET) en Australia.

## Historia
El proyecto para construir una planta de energía solar de 154 megawatts (207,000 hp) fue anunciada en 2006 y se esperaba que estuviese completa en 2013. Se retrasó después de que Solar Systems entrara en administración como resultado de la crisis financiera global de 2008. La planta de demostración fue completada en 2013, aun así, el plan fue abandonado en 2014.

## Tecnología
El diseño de la unidad de disco concentrador fotovoltaico "CS500" tiene 112 espejos reflectantes curvos, los cuales pueden seguir al sol a lo largo del día. La combinación del espejo, marco de montaje y receptor solar, entregarán energía solar concentrada a cada panel solar. El mecanismo de seguimiento permite producir electricidad durante el día en cualquier parte donde se ubique el sol por encima de los 5º sobre el horizonte. La electricidad de corriente continua de los receptores pasa a través de un inversor fotovoltaico que produce corriente alterna con calidad de red. Los transformadores aumentan el voltaje de acuerdo al requerimiento de la red local en el punto de conexión. Las ventajas señaladas para este diseño incluyen:
- "El disco concentrador CS500 tiene una vida operativa eficaz más larga que los paneles fotovoltaicos convencionales. Debido a que el receptor ocupa solo una pequeña área en contraste con los paneles fotovoltaicos (un disco CS500 de 35 kW tiene un área fotovoltaica de 0.23m² mientras los paneles fotovoltaicos tradicionales para 35 kW utilizarían aproximadamente 350m²) el mantenimiento es sencillo, rápido y asequible. Los módulos incluyen un filtro especialmente diseñado que remueve la radiación UV nociva que reduce la eficiencia y la vida útil de los paneles fotovoltacos tradicionales. Los módulos son también enfriados, lo cual aumenta su vida útil efectiva y su eficiencia".
- "El disco CS500 cuesta significativamente menos (por vatio instalado) que la tecnología tradicional fotovoltaica. Esto a pesar del hecho de que el disco CS500 es nuevo y aún cerca del tope de su curva de costo. Los avances en la tecnología, madurez y volumen de producción aumentarán aún más la brecha".
- "El disco CS500 produce más electricidad (por vatio instalado) que la tecnología de paneles solares planos, hasta en un 30%. Esto es porque sigue al sol y opera a temperaturas más bajas".

## Proyectos anteriores
Con la comercialización de esta tecnología ya se han desarrollado cuatro centrales de energía solar establecidas en Australia central, con ayuda de la Oficina Australiana de Gases de Efecto Invernadero.